# نیکایدو یوکیماسا
نیکایدو یوکیماسا (به ژاپنی: 二階堂 行政 にかいどう ゆきまさ)؛ تولد نامشخص – مرگ نامشخص، گوکه‌نین اهل ژاپن بود. یک فرمانده نظامی از اواخر دوره هی‌آن تا اوایل دوره کاماکورا و یکی از اعضای سیستم شورای سیزده نفره بود.
در ۱۲ آوریل ۱۱۹۹، میناموتو نو یوری‌ایه که جانشین یوریتومو شده بود، از دخالت مستقیم در دعاوی مختلف دست کشید و تصمیم‌ها باید از طریق بحث در سیستم شورای سیزده نفره گرفته می‌شد. نام او در فهرست کسانی که از دولت اولیه کاماکورا حمایت می‌کردند، گنجانده شده است. در دوره شوگونی میناموتو نو سانه‌تومو، امضای او در ماندوکورو شیمومون ناپدید شد. سال فوت او مشخص نیست.